# JoJo Siwa

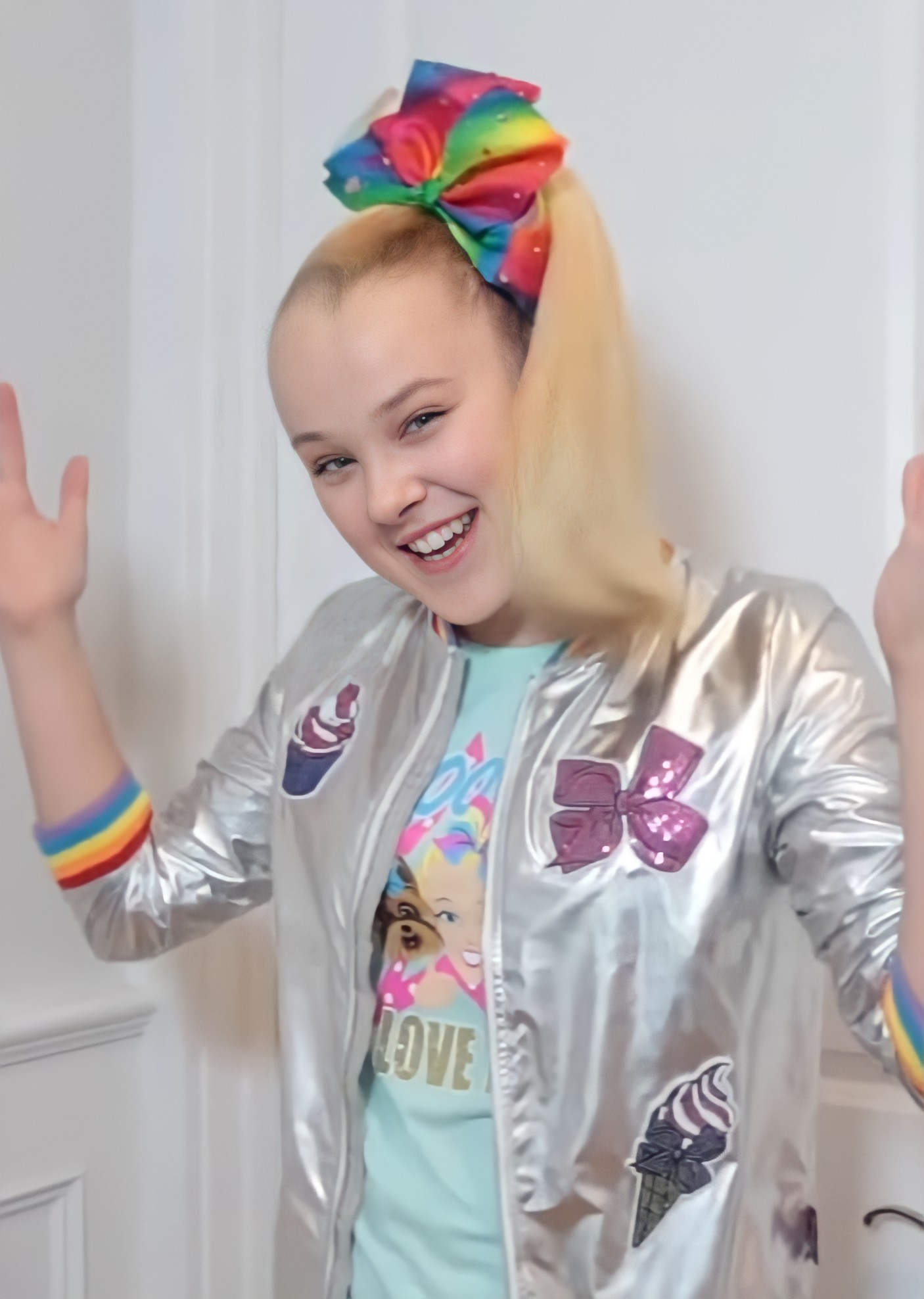
JoJo Siwa, 2018

Joelle Joanie „JoJo“ Siwa (* 19. Mai 2003 in Omaha, Nebraska) ist eine US-amerikanische Tänzerin, Sängerin, Schauspielerin und Webvideoproduzentin. Bekannt wurde sie durch die Reality-Fernsehserie Dance Moms, in der sie in zwei Staffeln zu sehen war.

## Karriere
Joelle Joanie Siwa, genannt JoJo, wurde 2003 in Omaha geboren und begann im Alter von fünf Jahren im Tanzstudio ihrer Mutter mit dem Tanzen. Im Jahr 2013 war Siwa einer der Top-5-Finalisten der zweiten Staffel von Abby’s Ultimate Dance Competition und dabei die jüngste Kandidatin in der 2. Staffel. Im Jahr darauf nahm sie beim Vortanzen für das Competitionteam Abby Lee Miller’s Dance Company (kurz ALDC) teil und wurde für das Team Anfang 2015 ausgewählt. Fortan spielte sie in der von ALDC produzierten Reality-TV-Serie Dance Moms mit, die sie nach zwei Staffeln wieder verließ.
Seit 2015 ist Siwa auf dem privaten Sender Nickelodeon in mehreren Fernsehfilmen und Fernsehspecials zu sehen. Im Mai 2016 veröffentlichte sie die Single Boomerang, der das Thema Mobbing im Internet zugrunde liegt. Das Video wurde auf YouTube mehr als 1 Milliarde Mal aufgerufen und erhielt mehr als 5,3 Millionen Likes (Stand: April 2025). 2017 erhielt sie außerdem Platin.
Siwa veröffentlichte 2017 zwei Singles, die die Titel Kid In A Candy Store und Hold The Drama tragen. 2018 brachte sie die Singles Every Girl's a Super Girl, High Top Shoes, Only getting better und D.R.E.A.M. heraus. 2019 brachte sie die Singles My Story, Everyday Popstars, Bop!, It’s Time to Celebrate, Worldwide Party und #1U heraus. 2020 brachte sie die Singles Worldwide Party Remix und Nonstop heraus.
Im Jahr 2021 nahm sie mit ihrer Partnerin Jenna Johnson als erstes gleichgeschlechtliches Paar an der 30. Staffel Dancing with the Stars teil. Sie belegten den zweiten Platz.
Im Jahr 2024 veröffentlichte Siwa ihre Single Karma.

## Filmografie (Auswahl)
- 2013: Abby’s Ultimate Dance Competition (Fernsehserie, 13 Episoden)
- 2015: The View (Fernsehsendung, als Gast)
- 2015–2017: Dance Moms (Reality-Serie, 59 Episoden)
- 2016: Make It Pop (Fernsehserie, eine Episode)
- 2016: Bizaardvark (Fernsehserie, eine Episode)
- 2016: Die Thundermans (Fernsehserie, eine Episode)
- 2017: School of Rock (Fernsehserie, eine Episode)
- 2017: Nickelodeons Lip Sync Battle Shorties (mit Nick Cannon)
- 2018: Blurt – Voll verplappert (Fernsehfilm)
- 2019: JoJo‘s Dream Birthday
- 2020: The Masked Singer (Fernsehsendung, Teilnehmerin 3. Staffel, 10. Platz)
- 2021: The J Team
- 2021: Dancing with the Stars (Fernsehsendung, 30. Staffel)
- 2022: High School Musical: Das Musical: Die Serie (Fernsehserie, Folge 3x07)
- 2024: AMFAD All My Friends Are Dead

## Diskografie

### Singles
| Jahr | Titel Album | Höchstplatzierung, Gesamtwochen, AuszeichnungChartsChartplatzierungen (Jahr, Titel, Album, Platzierungen, Wochen, Auszeichnungen, Anmerkungen) | Anmerkungen                         |
| Jahr | Titel Album | UK | Anmerkungen                         |
| ---- | ----------- | --- | ----------------------------------- |
| 2024 | Karma –     | UK76 (1 Wo.)UK | Erstveröffentlichung: 5. April 2024 |

Weitere Singles
- 2015: I Can Make You Dance
- 2016: Boomerang (US: ×2Doppelplatin )[4]
- 2017: Kid in a Candy Store (US: Gold)
- 2017: Hold the Drama (US: Gold)
- 2018: Every Girl’s a Super Girl
- 2018: High Top Shoes
- 2018: Only Getting Better
- 2018: D.R.E.A.M.
- 2019: My Story
- 2019: Everyday Popstars
- 2019: Bop!
- 2019: It‘s Time to Celebrate
- 2019: Worldwide Party
- 2019: #1U
- 2020: Worldwide Party Remix
- 2020: Nonstop

### Videoalben
- 2017: My World (Platz 1 der UK Music Video Chart;[3] UK: Platin)
- 2018: My World/Blurt
- 2020: D.R.E.A.M. – The Concert Experience

## Auszeichnungen und Nominierungen
- 2015–2016: Industry Dance Awards (2015 Nominiert, 2016 Gewonnen)
- 2016: Reality Television Award (Gewonnen)
- 2017: Nickelodeon Kids’ Choice Awards (Gewonnen)
- 2017: Boomerang Platinum
- 2018: Nickelodeon Kids’ Choice Awards (Gewonnen)
- 2019: Nickelodeon Kids’ Choice Awards (Gewonnen)